# Edvin Skarby
Johan Edvin Skarby, tidigare Svensson, född 3 februari 1880 i Karlskrona, död 13 november 1948, var en svensk pianist och organist.

## Biografi
Skarby studerade vid Kungliga Musikkonservatoriet 1900–1906 och var sedan lärare i piano där 1906–1945. Han blev professor 1939. Från 1910 organist i Kungsholms kyrka. Skarby invaldes som ledamot nr 595 av Kungliga Musikaliska Akademien den 29 oktober 1928.